# Der Enkel des Rabbi
Der Enkel des Rabbi (Originaltitel: Inside, Outside) ist ein Roman des US-amerikanischen Schriftstellers Herman Wouk, der 1985 bei Little, Brown and Company veröffentlicht wurde und bereits 1986 erstmals in deutscher Übersetzung im Knaus Verlag erschien.

## Handlung
Im Jahr des Watergate-Skandals, 1973, erhält der New Yorker Fachanwalt für Steuerrecht Israel David Goodkind die Position eines Sonderassistenten im Stab des US-Präsidenten. Dieser letztlich unbedeutende Posten im Weißen Haus befähigt ihn dazu seine ironische Perspektive im Innern der politischen Schaltzentrale und inmitten des politischen Alltags mit all seinen Intrigen vor dem Leser preiszugeben und gleichzeitig seine eigene Biografie zu verfassen. In diversen Rückblenden enthüllt sich darüber hinaus die Vorgeschichte des Enkels eines Rabbiners: von seinen russisch-jüdischen Vorfahren um 1900 bis in die Zeit nach dem Zweiten Weltkrieg bis hin zum Jom-Kippur-Krieg.

## Ausgaben
- Herman Wouk: Inside, Outside, Little, Brown and Company, Boston 1985, ISBN 0-316-95504-3
- Herman Wouk: Der Enkel des Rabbi. Deutsch von Anita Krätzer und Helmut Kossodo. Berater bei der Übersetzung und Erledigung jiddischer, hebräischer und aramäischer Textpassagen: Rachel Salamander und Robert Strain, Knaus Verlag, München/Hamburg 1986, 733 S., ISBN  3-8135-0144-2
- Herman Wouk: Der Enkel des Rabbi. Goldmann Verlag TB, München 1989, ISBN 3-442-09438-0

## Hintergrund
Das Amt eines Sonderassistenten für den Umgang mit Israel im Stab des US-Präsidenten ist reine Fiktion. Die autobiografischen Züge der Handlung analog zur Lebensgeschichte des Autors sind jedoch gewollt. Die Beschreibung seines fiktiven Arbeitskollegen Peter Quat basiert in Anlehnung an Philip Roth, die seines Vorgesetzten Harry Goldhandler in leichter Anlehnung an David Freedman. Auch wenn Richard Nixon niemals namentlich genannt wird, ist offensichtlich,  welchen Präsidenten Wouk im Buch beschreibt, in dessen Verlauf Goodkind mit zahlreichen Prominenten in Berührung tritt: Golda Meir, Zero Mostel, Bert Lahr, Marlene Dietrich, John Barrymore, Ernest Hemingway, Leslie Howard, sowie Brüder George Gershwin und Ira Gershwin.

## Rezension
Die Frankfurter Allgemeine Zeitung titelte zur Besprechung des Buches Der Enkel des Rabbi tatsächlich Die verrückte Mischpoke, was heute jedoch eher zur Rezeptionsgeschichte des jiddischen Mischpoche im Deutschen interessant zu sein scheint.